# نوردهی طولانی

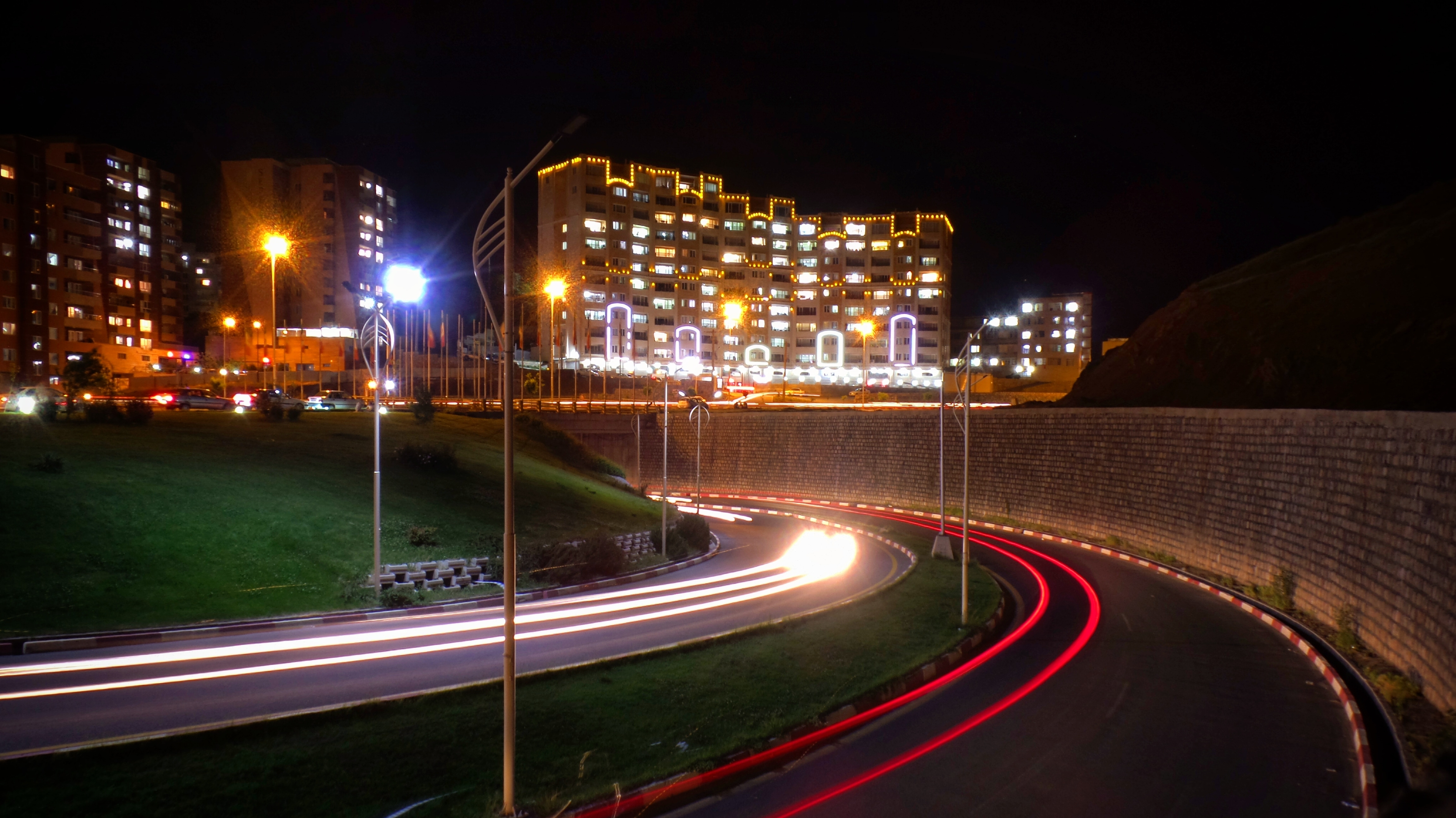
از نوردهی طولانی میتوان در عکاسی در شب برای ثبت تصاویر جالب از جاده ها استفاده کرد در حالی که مسیر جاده را برجسته نمایان میکند.

نوردهی طولانی در عکاسی برای ثبت تصویر از عناصری که بازتاب نوری کمتری داشته و در محیط‌هایی که از روشنایی کمتری برخوردار هستند این نوع تکنیک مورد استفاده قرار می‌گیرد. در این نوع عکاسی شاتر زمان طولانی‌تری از مقابل صفحه حساس به نور کنار می‌رود نور وارد دوربین شده و سطح حساس عکاسی را تحت تأثیر قرار می‌دهد. در این حالت عناصر ثابت به صورت واضح و عناصر در حال حرکت کشیده و محو ثبت می‌شوند.
از سایر تکنیک‌های نوردهی طولانی می‌توان به تکنیک موبیلاسیون Mvbylasyvn   - تکنیک لایت پینتینگ  light painting -عکاسی از شب (چراغانی و شمع) و تکنیک star trails اشاره کرد.

## نوردهی طولانی در روز
در نور روز بخاطر شدت نور، نوردهی طولانی در حد چند دهم ثانیه و آن هم با بستن حداکثری دریچه دیافراگم ممکن است. اگر نوردهی‌های بیش از این نیاز باشد، باید برای کاهش نور ورودی به دوربین از فیلترهای کاهنده نور (ND) استفاده شود.

## ابزار

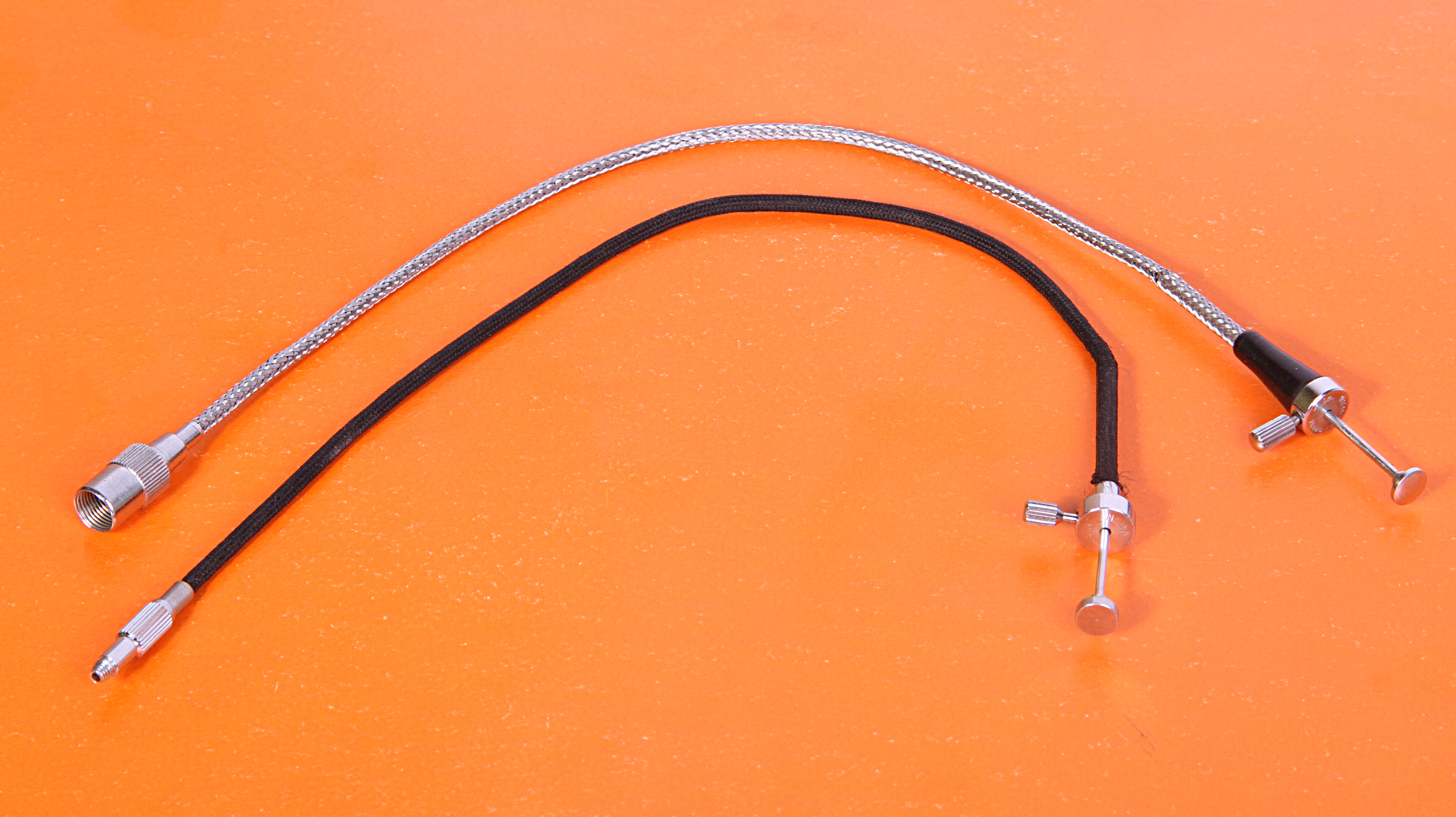
دکلانشور یا سیم آزاد کننده شاتر

سه‌پایه
دکلانشور(بیشتر برای دوربین‌های آنالوگ کاربرد دارد)
ریموت کنترل

## نگارخانه

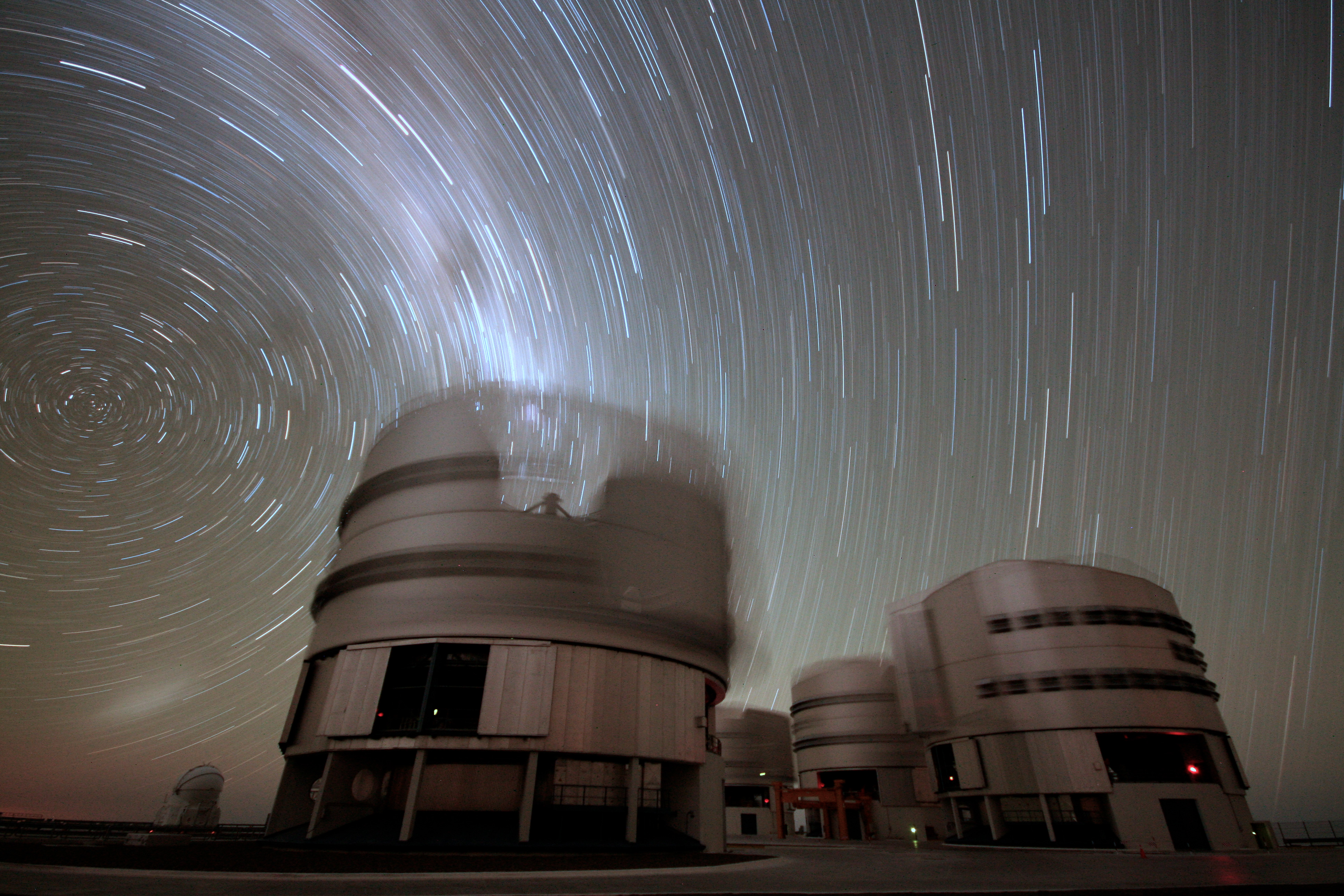
Chay kenar - Tabriz.jpg
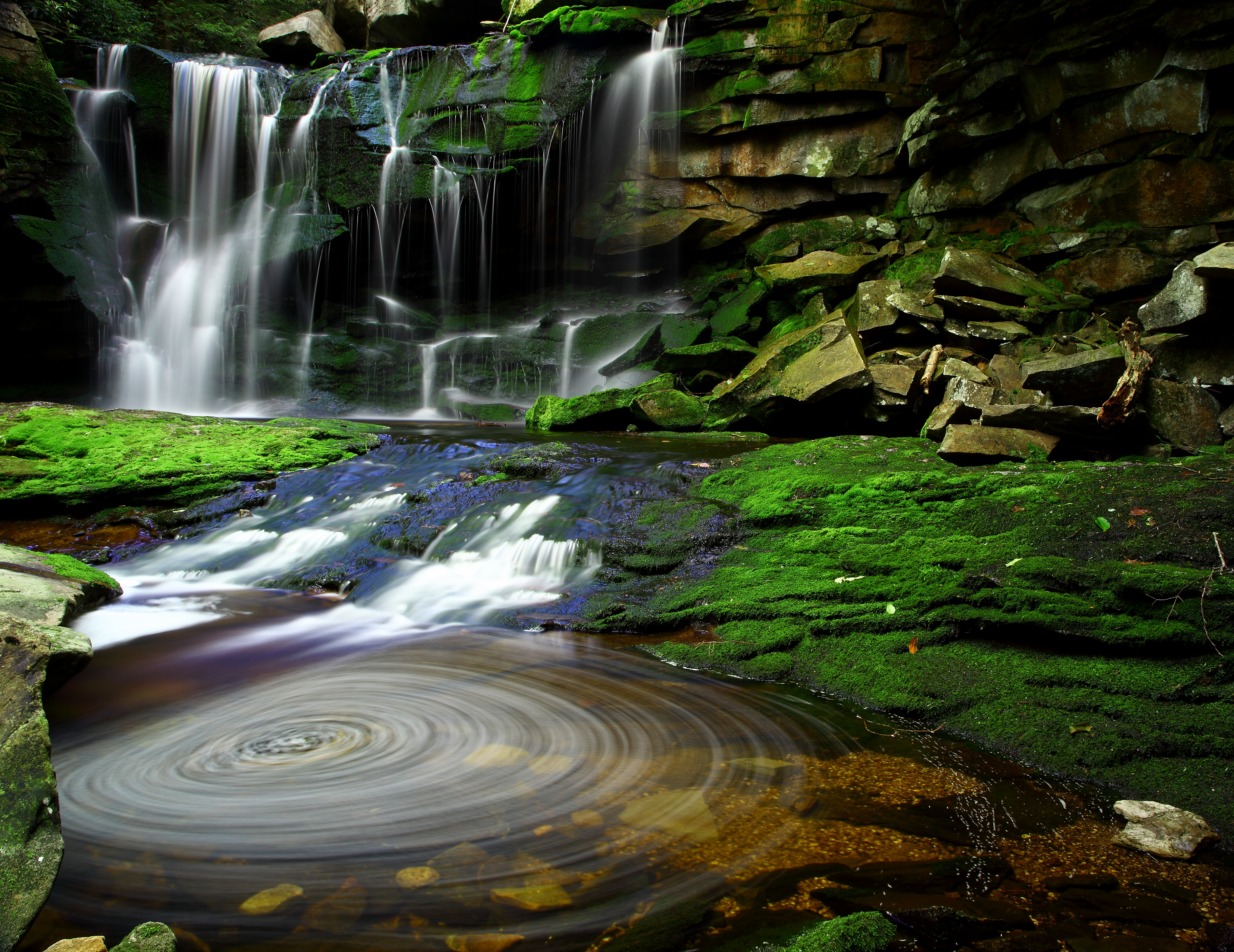
نوردهی دراز مدت باعث ابریشمی شدن آب آبشار و ثبت گرداب به وجود آمده و جلوه تصویر زیبا در این تصویر شده‌است.
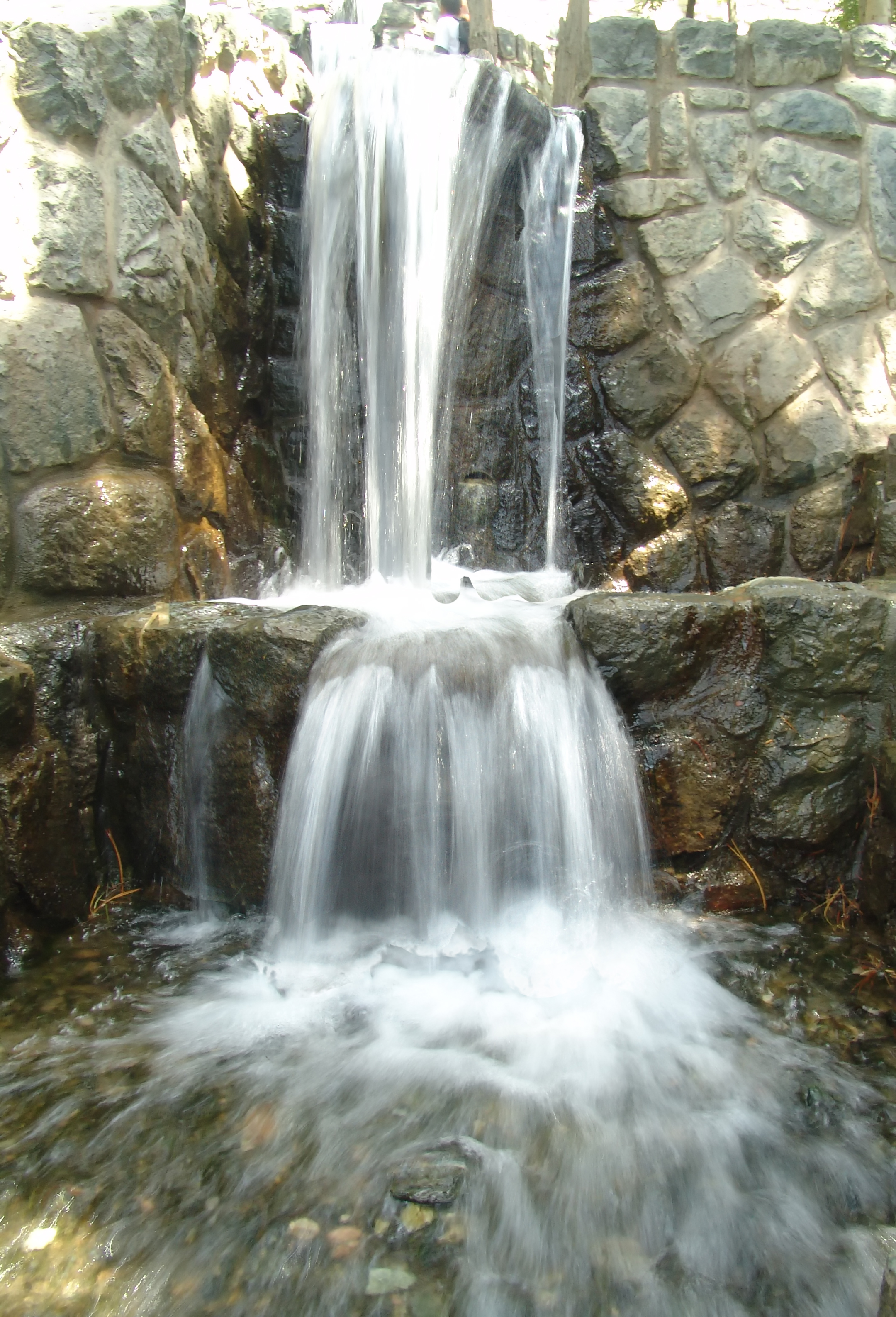
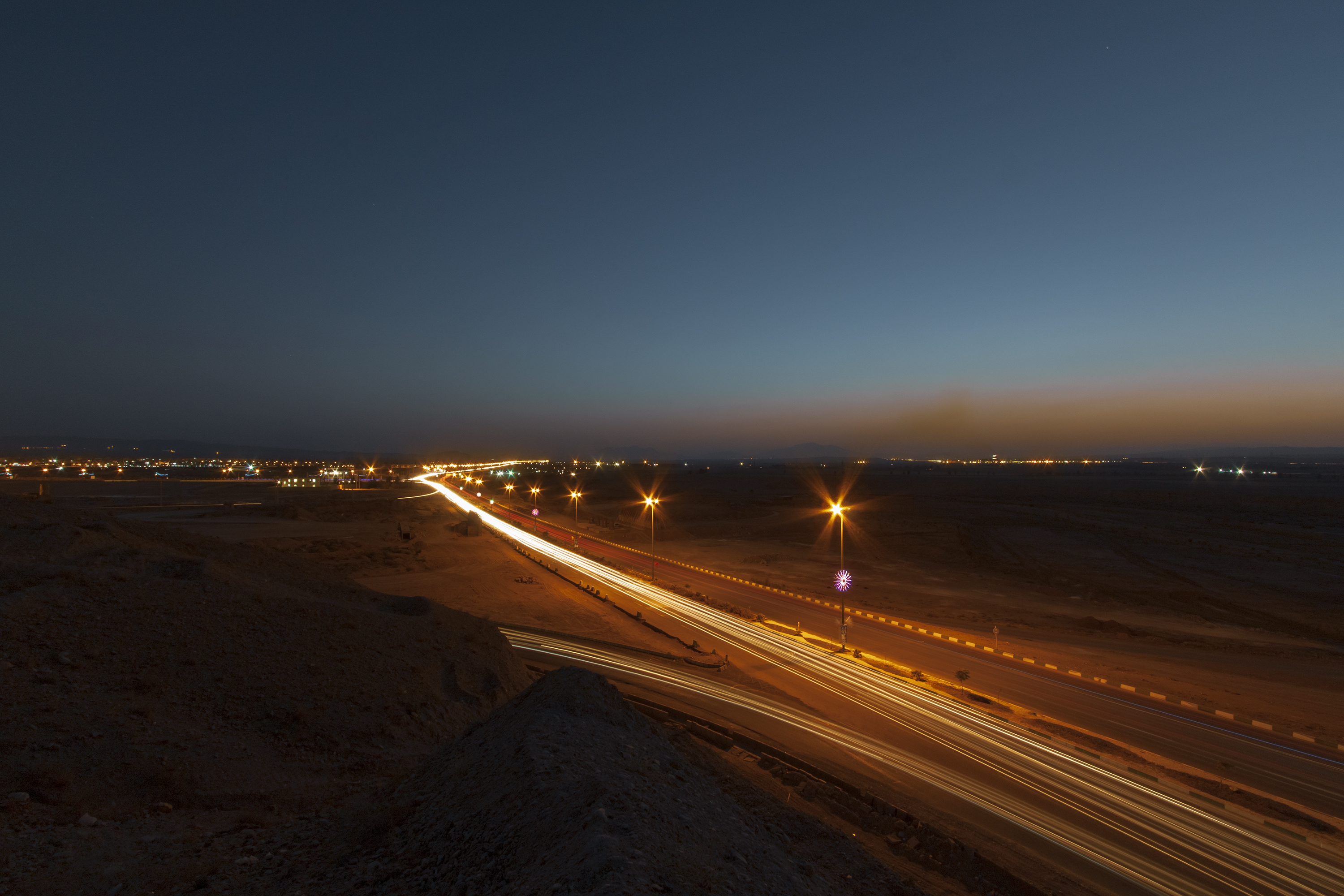
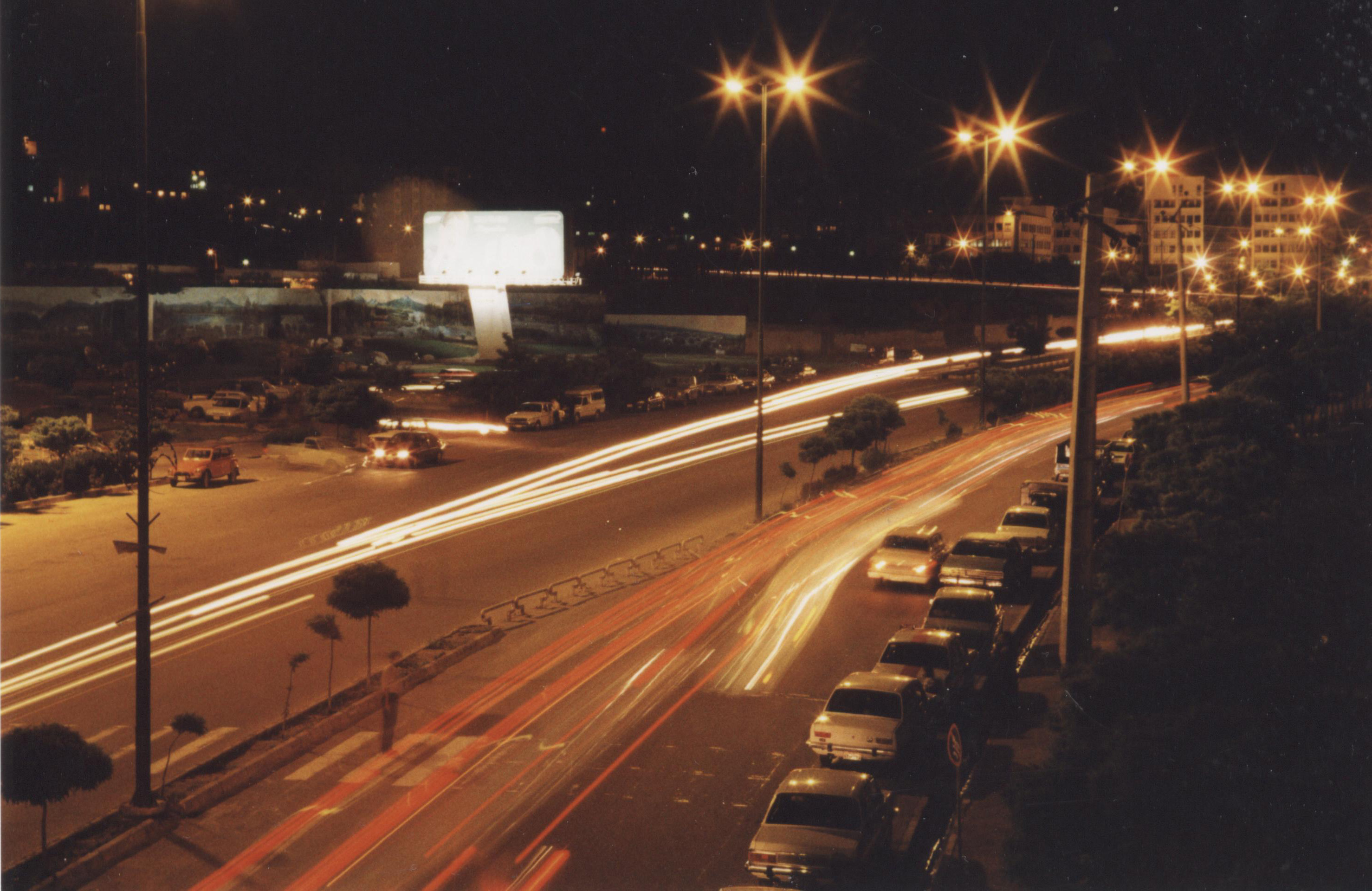
نوردهی دراز مدت باعث کشیده شدن نور چراغ‌ اتومبیل‌ها شده است. نورهای قرمز چراغ‌های عقب و نورهای سفید چراغهای جلو.
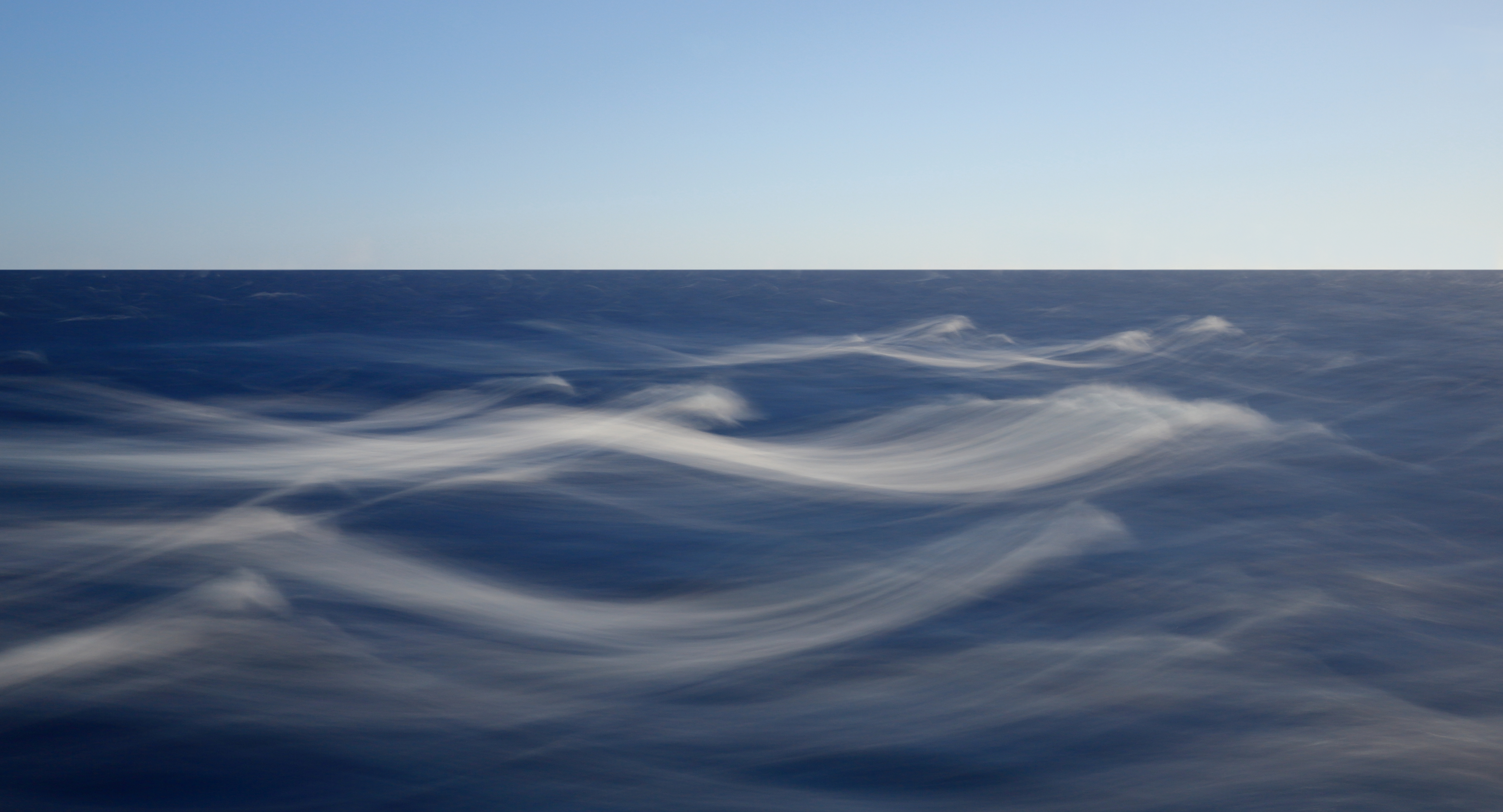
نگاره‌ای از امواج دریای کارائیب در روز که با استفاده از تکنیک نوردهی طولانی با سرعت شاتر «۲۰s» و با کمک فیلتر کاهنده نور گرفته شده‌است. ضمنا در کادربندی نگاره به نسبت یک‌سوم توجه شده‌است.
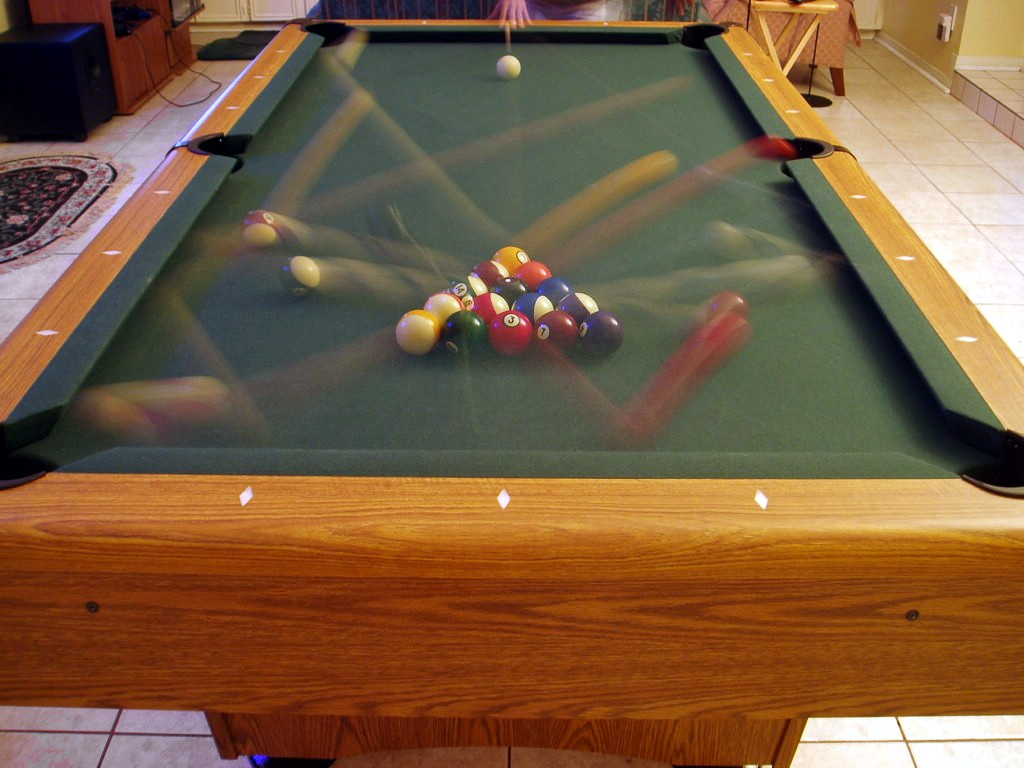
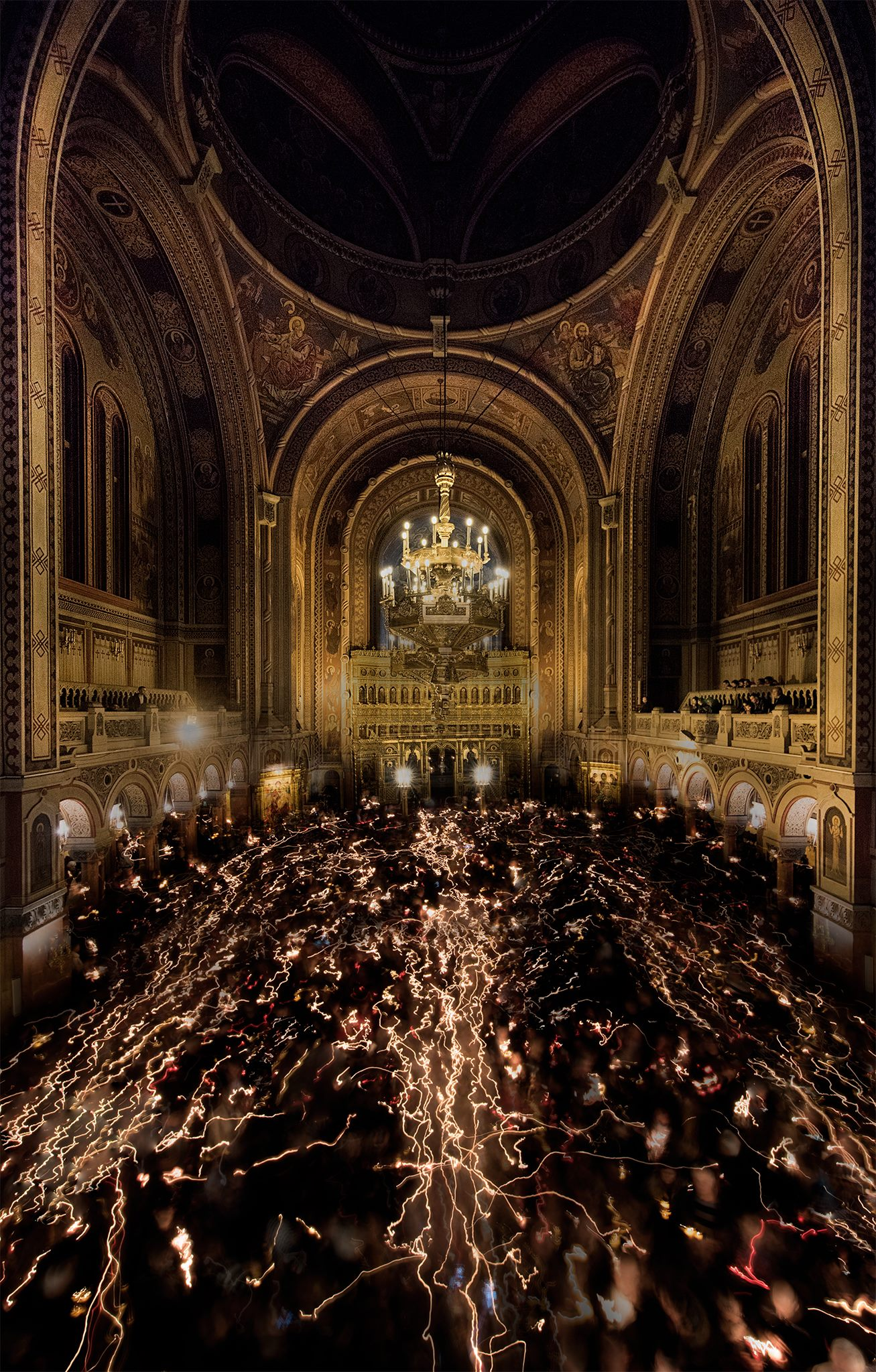
نوردهی ۳۰ ثانیه‌ای که مسیرهای نور شمع را در کلیسای جامع رومانیایی نشان می‌دهد
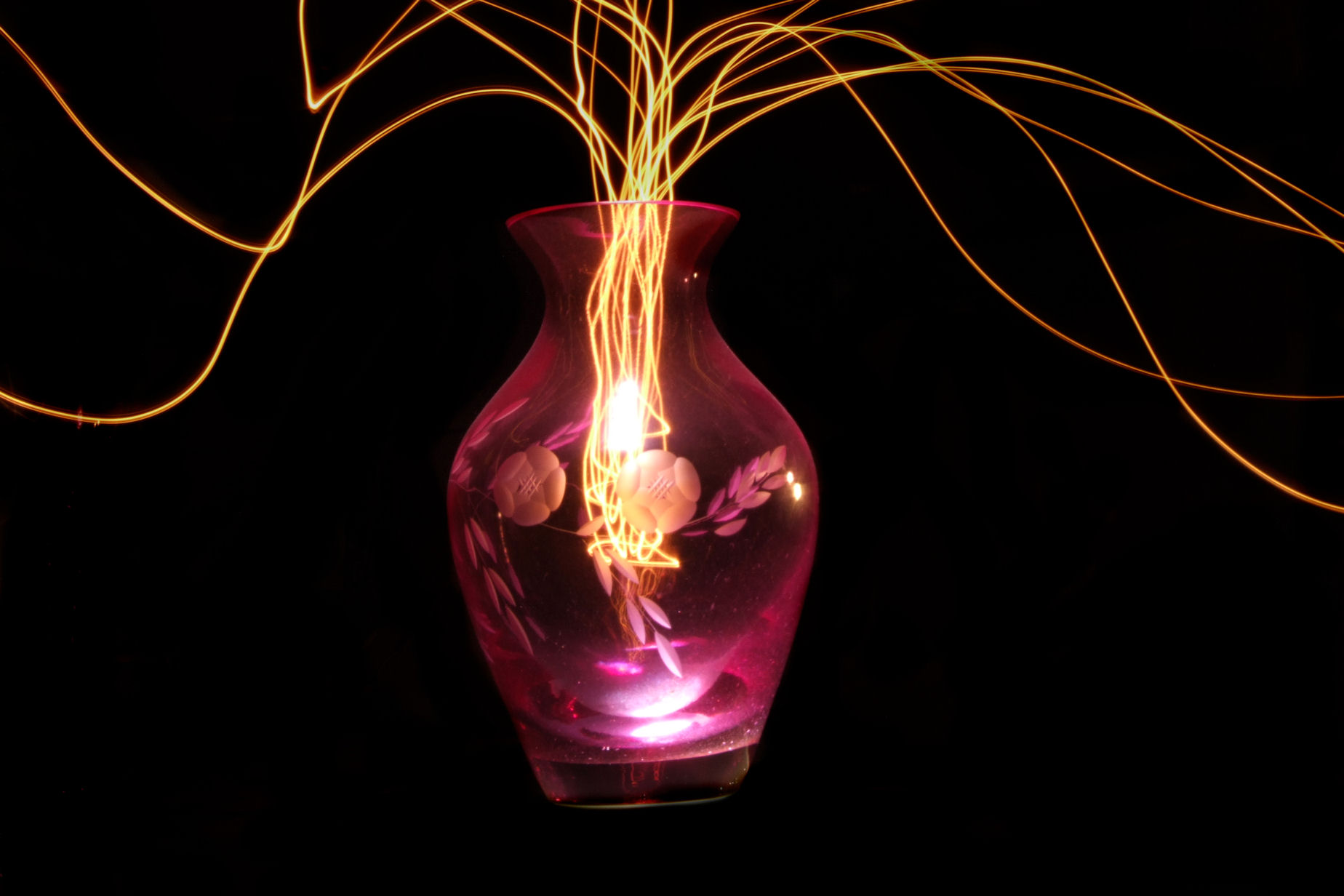
نمونه‌ای از نقاشی نور با استفاده از شات نوردهی طولانی
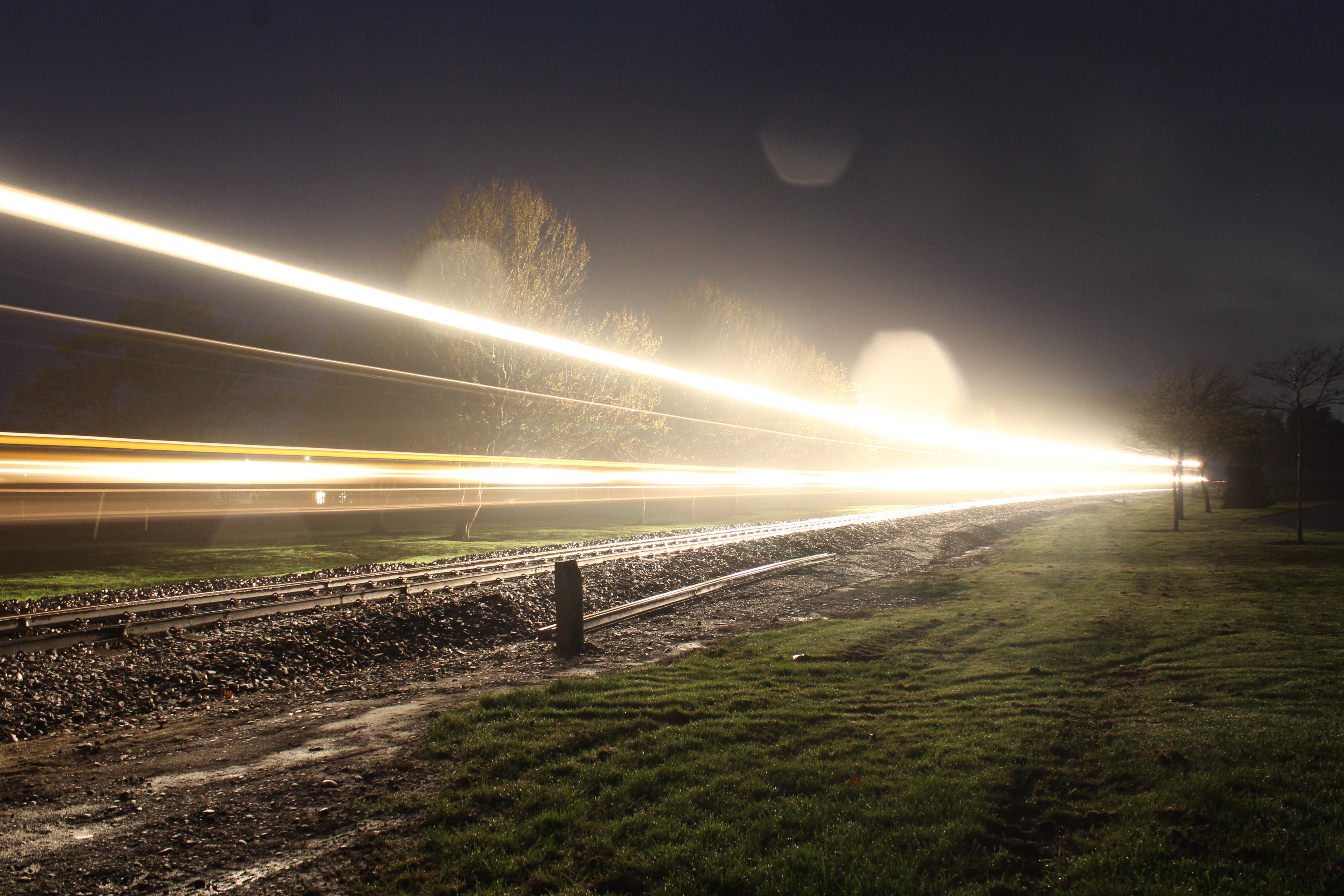
قطار باری که از گور، نیوزلند می‌گذرد. حالت "BULB" در دوربین دیجیتال تک‌لنزی بازتابی برای این عکس استفاده شده است. به "چشمک زدن" چراغ‌های خندق لوکوموتیو توجه کنید.
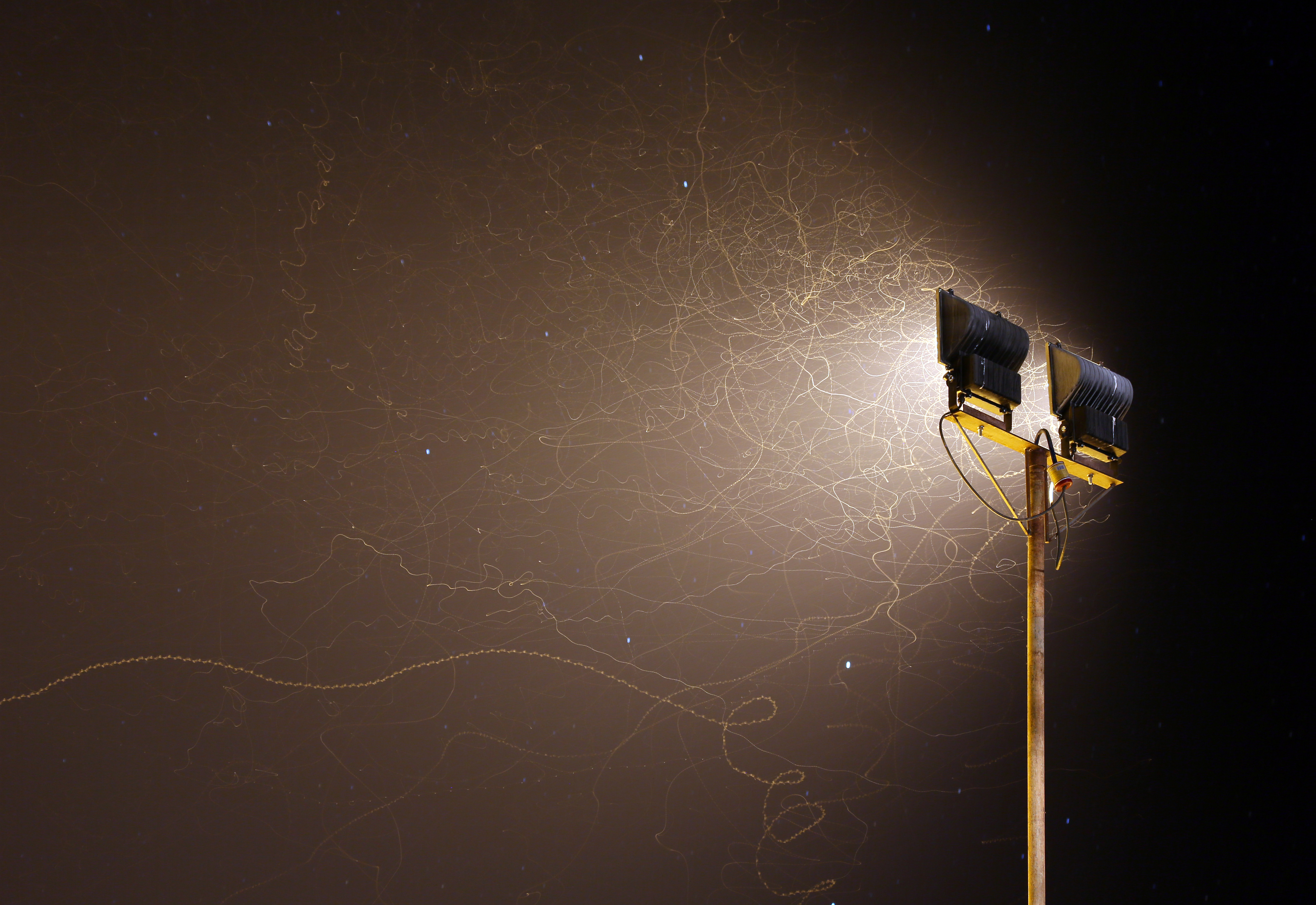
عکسی با نوردهی طولانی ۳۰ ثانیه‌ای از حشرات شب‌زی که در مقابل نورافکن پرواز می‌کنند
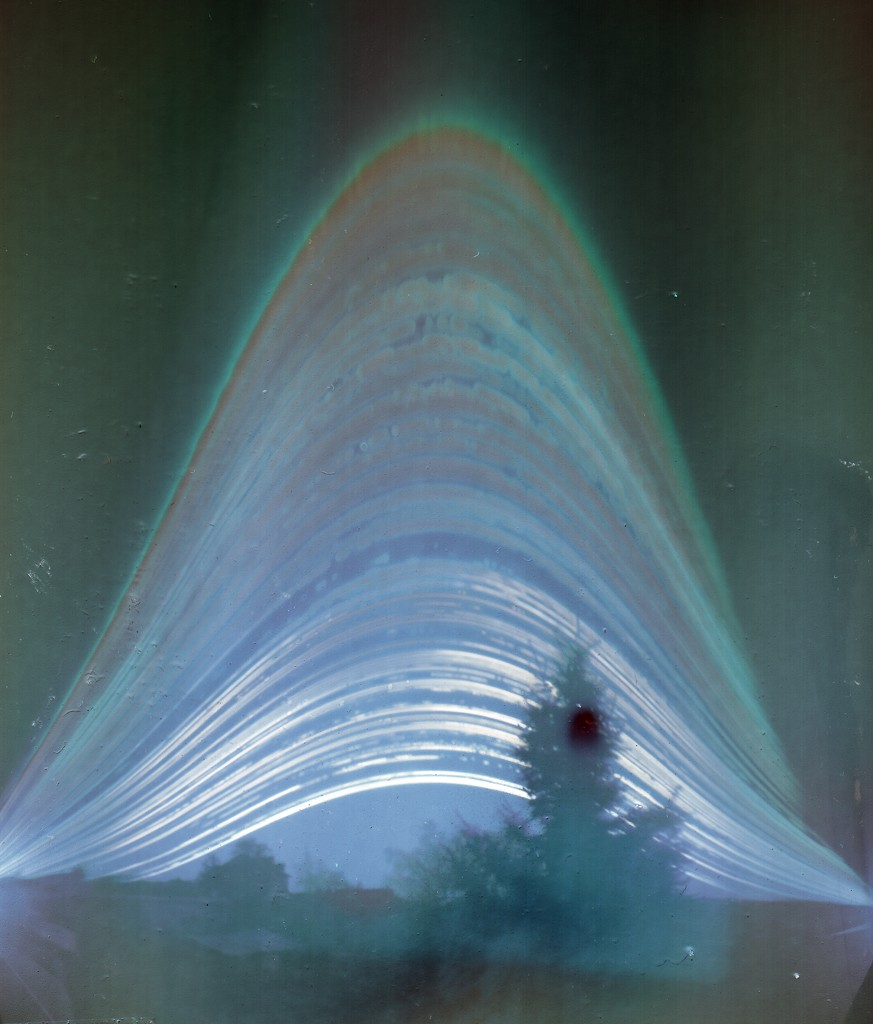
نوردهی یک ساله که رد خورشید را برای کل سال ۲۰۱۴ نشان می‌دهد، گرفته شده در بوداپست، مجارستان
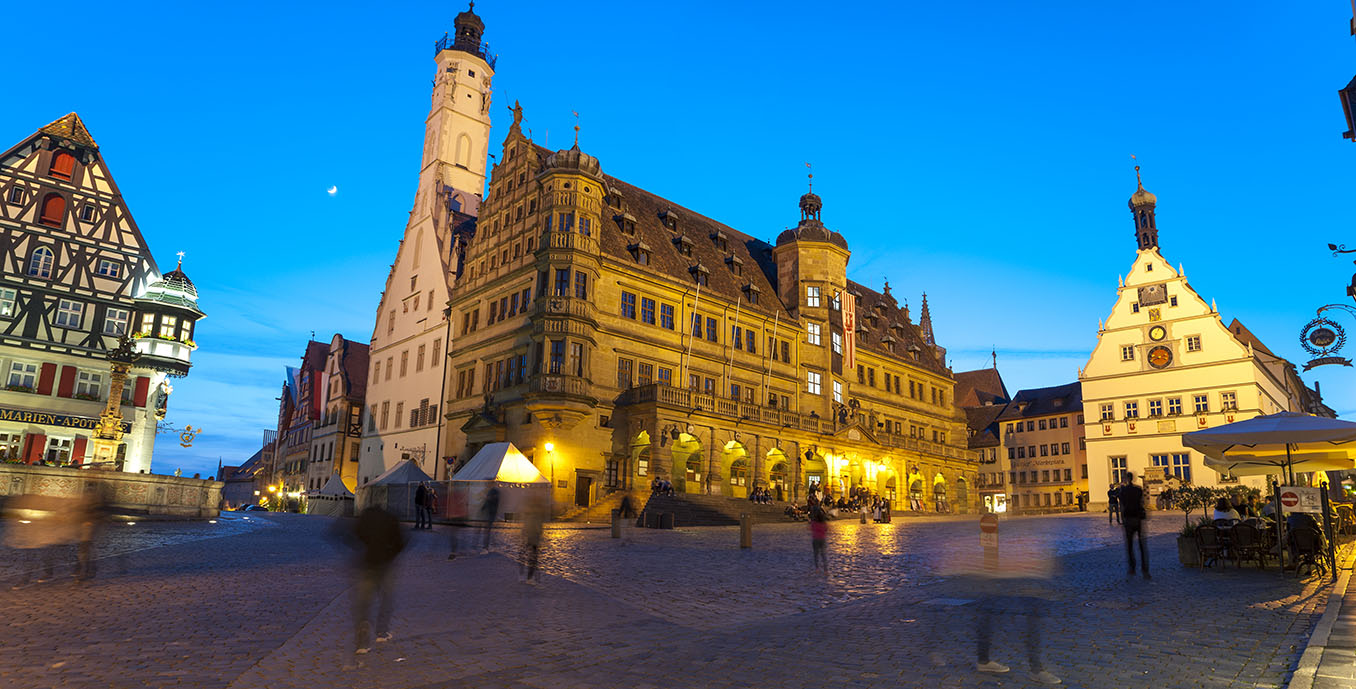
میدان مرکزی روتنبورگ اوب در تاوبر، آلمان، در طول ساعت آبی. توجه کنید که چگونه نوردهی طولانی، وسایل نقلیه در حال حرکت و عابران پیاده را تار می‌کند در حالی که ساختمان‌ها در فوکوس واضح باقی می‌مانند.
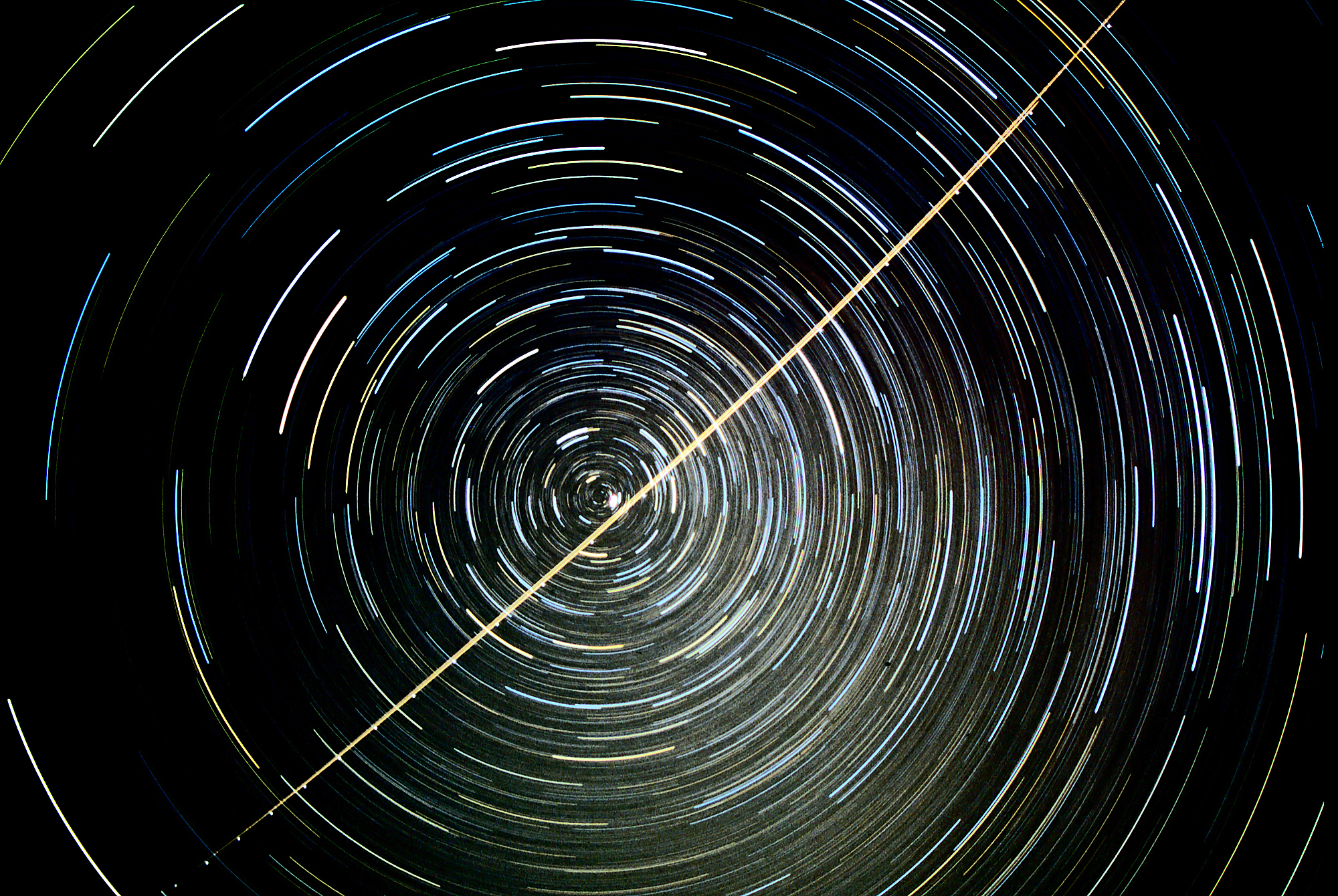
عکسی از رد ستارگان که حرکت ظاهری ستارگان را به دور قطب شمال سماوی نشان می‌دهد؛ ستاره قطبی ستاره درخشان نزدیک قطب، درست بالای رد جت است.
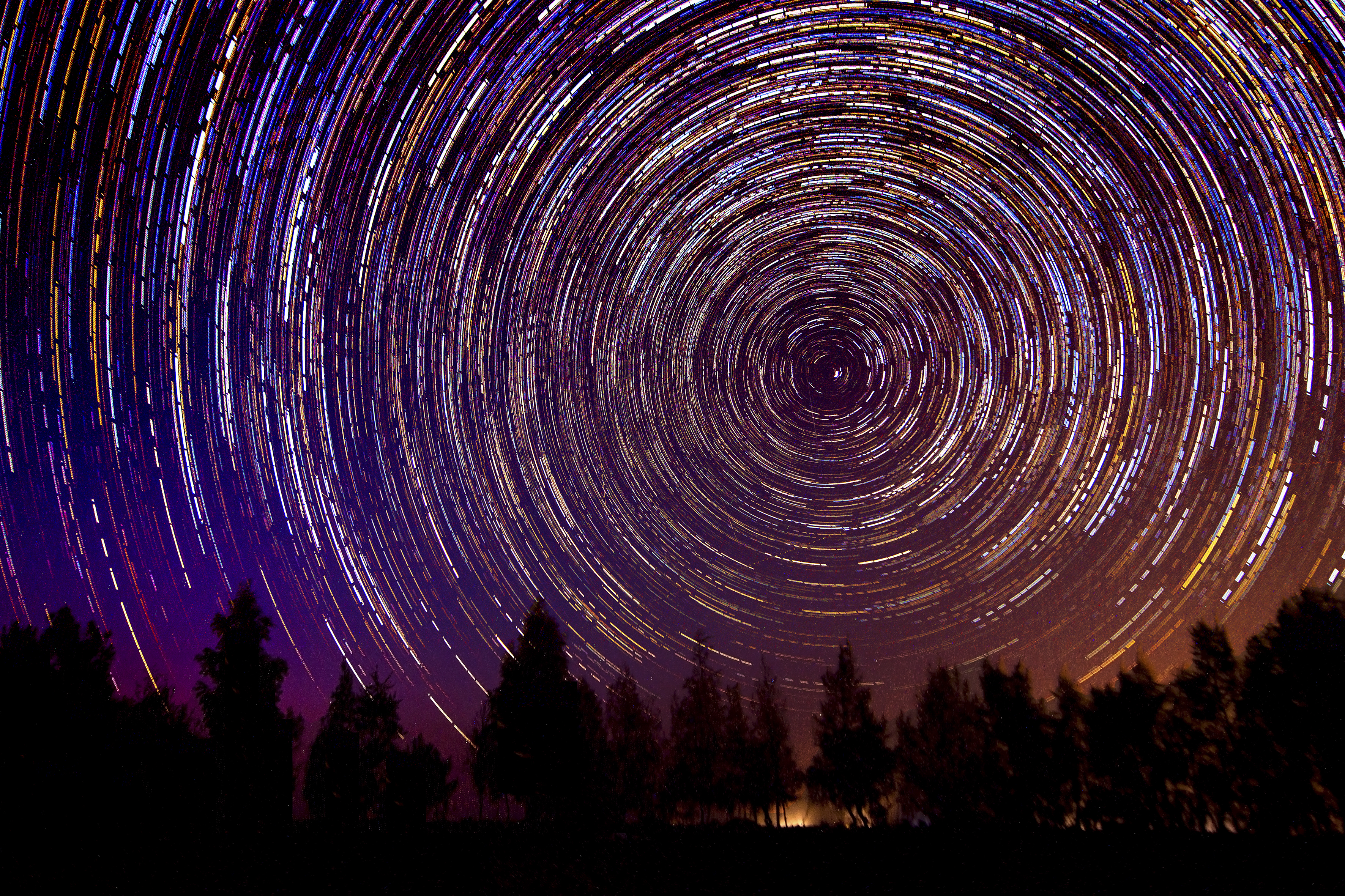
استارت‌تریل در فیوم، مصر
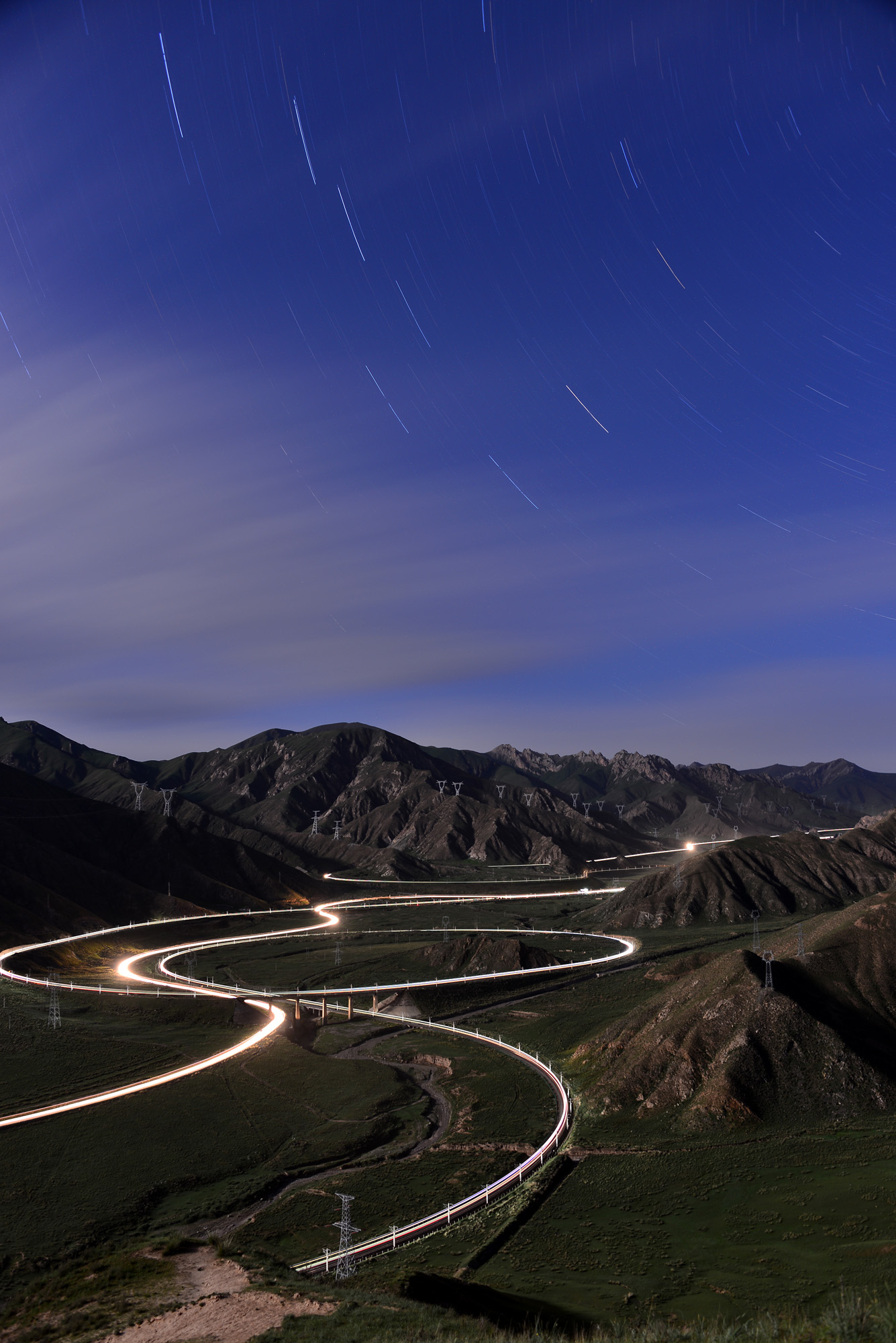
بخش گوانجیائو از راه‌آهن چینگهای-تبت، با نوردهی طولانی، چراغ‌های قطار در حال حرکت، ردی نورانی را در امتداد مسیر پر پیچ و خم تشکیل می‌دهند.
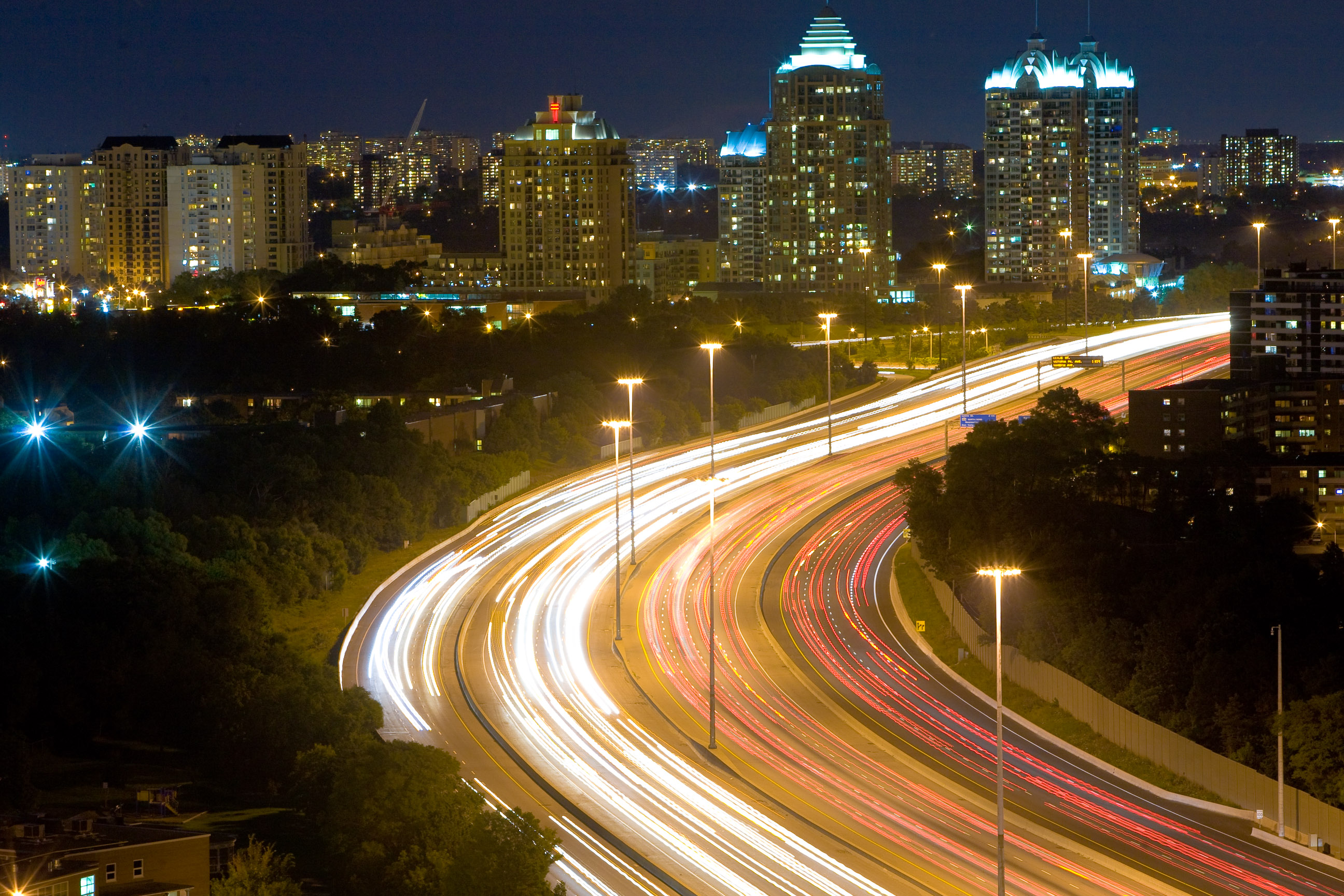
عکاسی جاده در شب، با در نظر گرفتن زمان شاتر ۸ ثانیه به عنوان مثال، دنباله‌های نور روی جاده، چراغ‌های جلو و عقب خودرو هستند، اما از آنجا که وسیله نقلیه با سرعت بالایی در حال حرکت است، کل وسیله نقلیه در عکس نشان داده نمی‌شود.
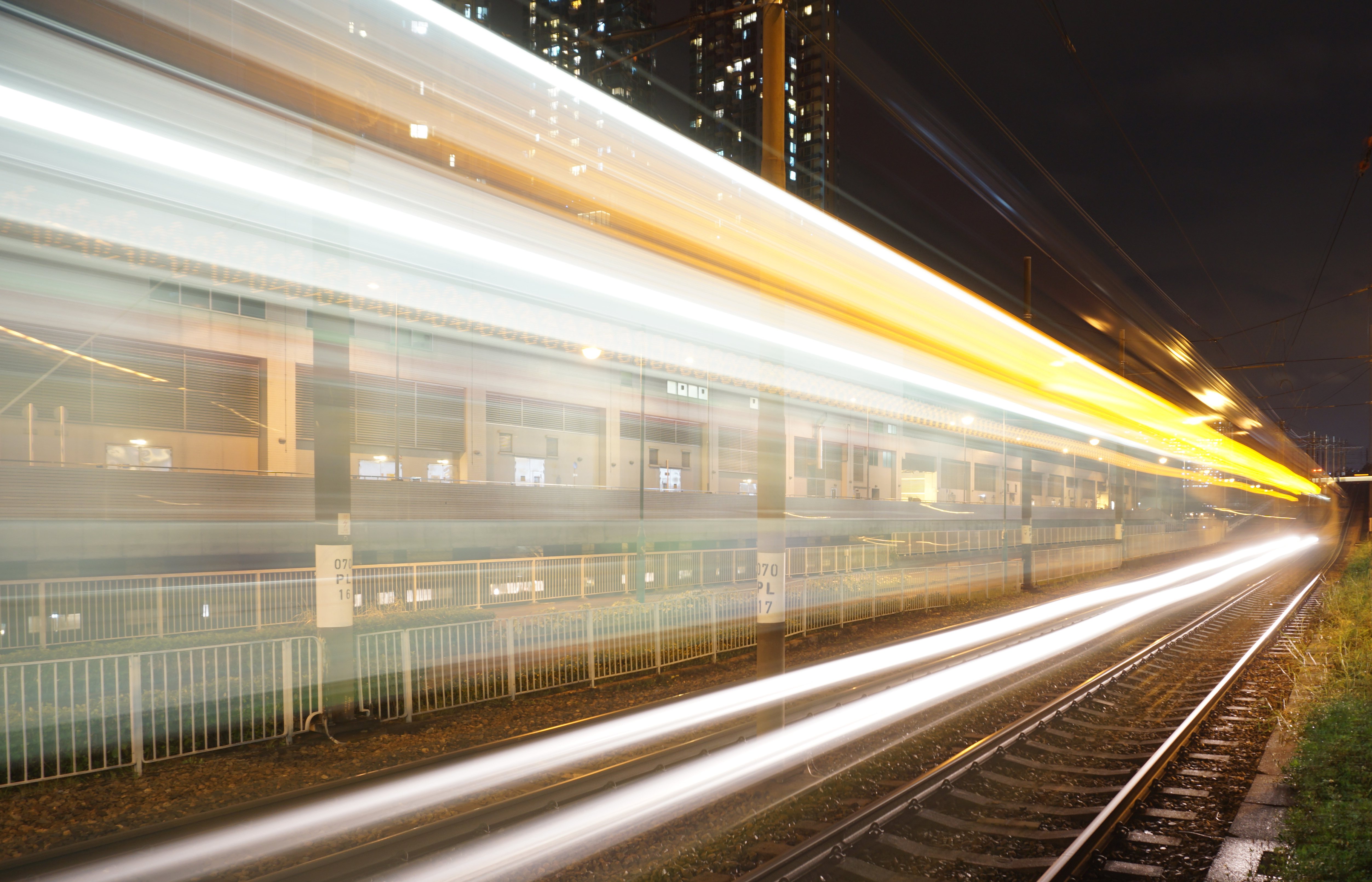
نمای نزدیکی از عکس قطار در شب که با نوردهی ۶ ثانیه گرفته شده است. دو چراغ سفید در پایین، چراغ‌های جلو هستند و چراغ زرد در بالا سمت راست، چراغ نشانگر مسیر است. با نزدیک شدن قطار، تعداد چراغ‌های سفید در واگن به تدریج افزایش می‌یابد (بالا سمت چپ).
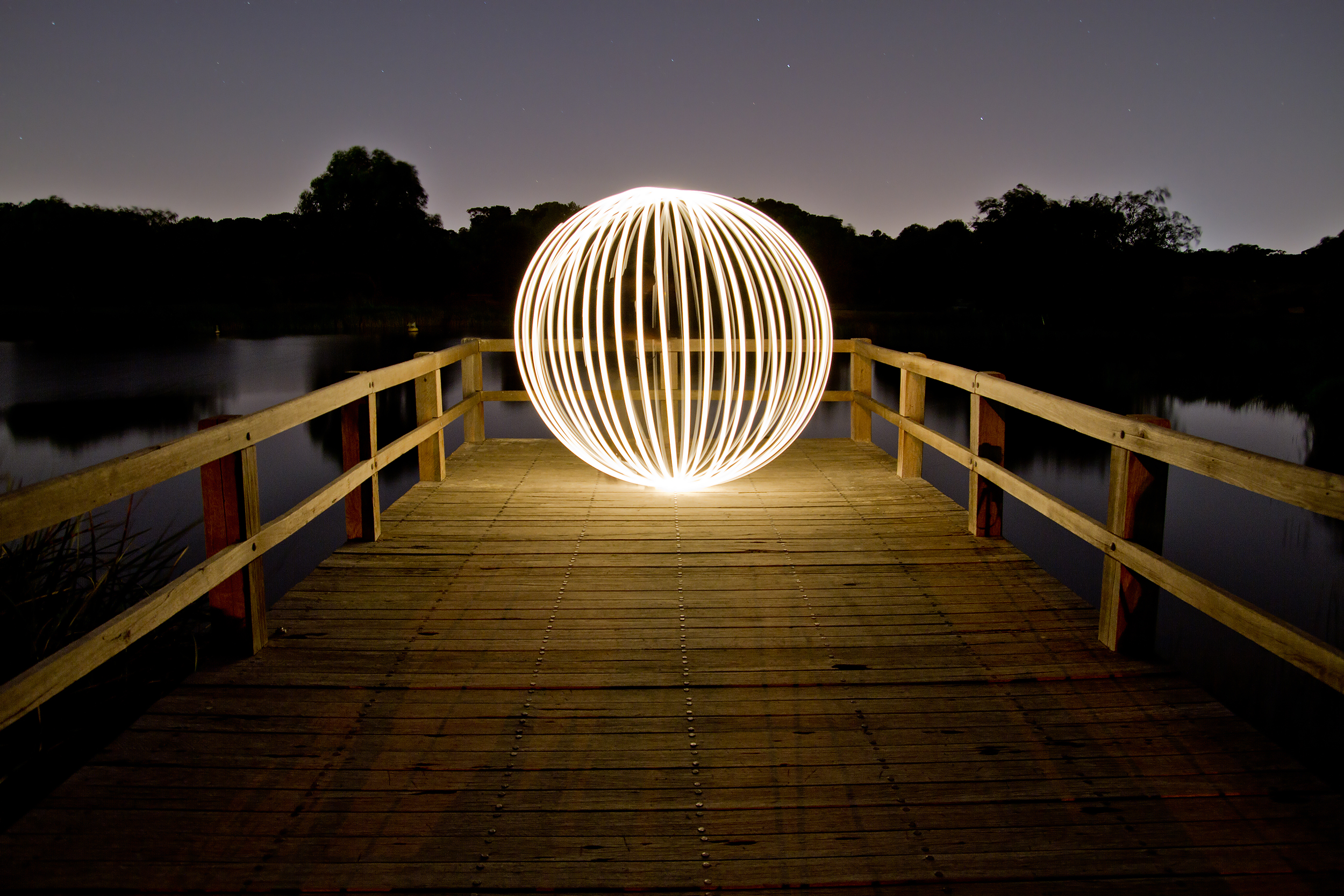
نقاشی با نور نوعی عکاسی از رد نور است
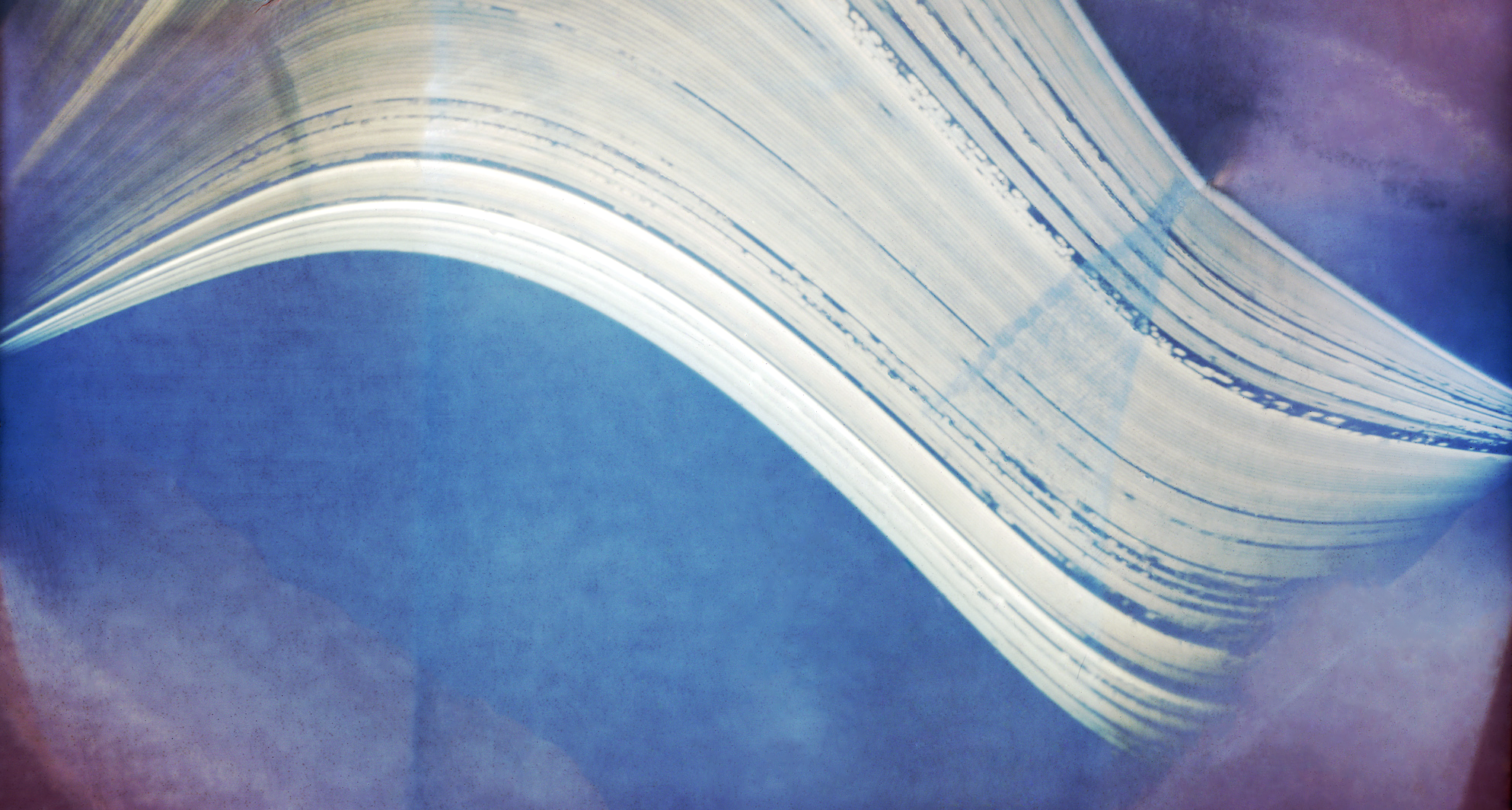
مثال ۲ از عکاسی با دوربین سوراخ سوزنی، زمان نوردهی ۶ ماه است و حرکت خورشید را ثبت می‌کند (ESO)
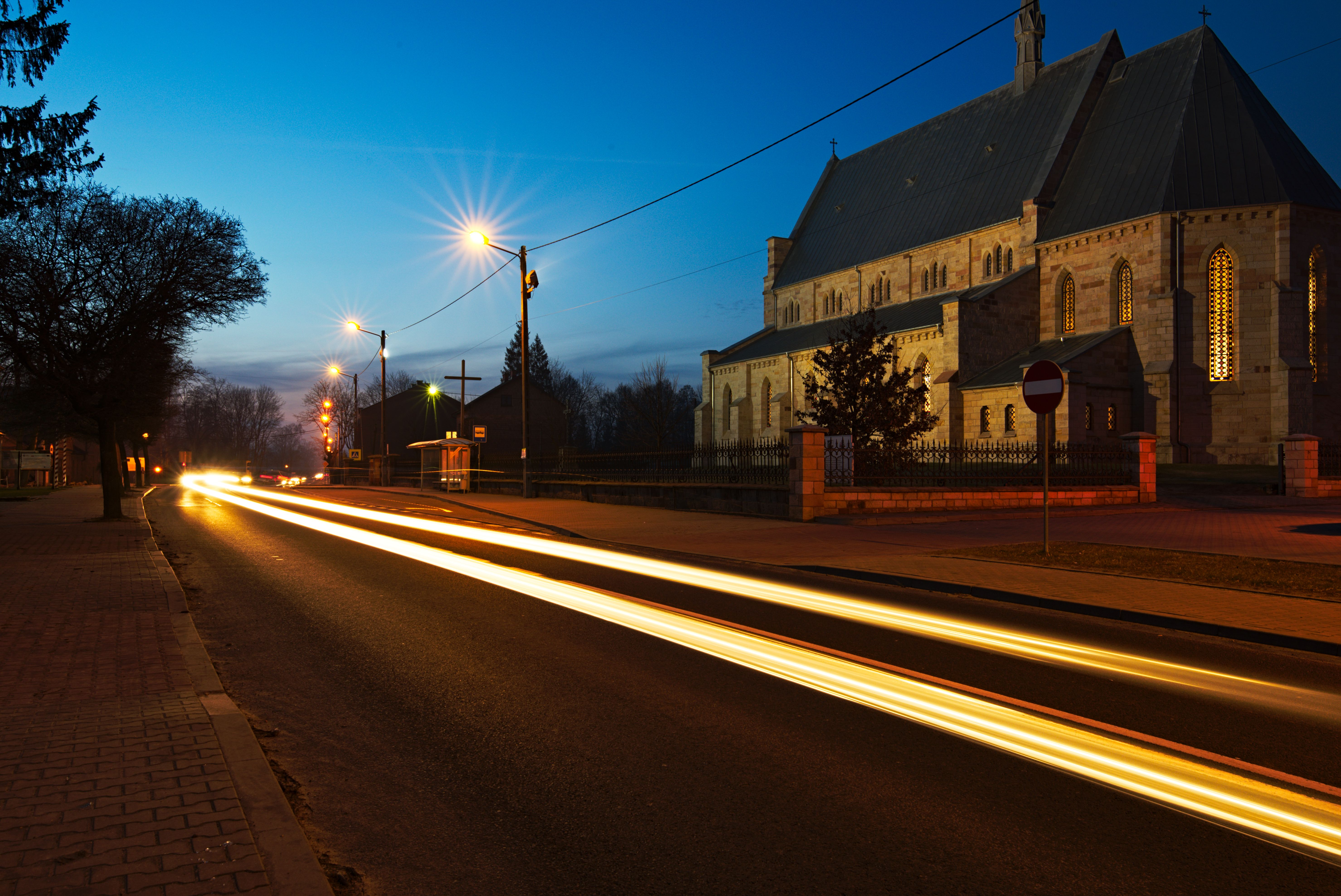
عکسی از چراغ‌های جلو خودرو که در طول ساعت آبی آسمان ثبت شده است